# 保波什
保波什，是匈牙利索博尔奇-索特马尔-贝拉格州所辖的一个村。总面积10.67平方公里，总人口823，人口密度77.1人/平方公里（2011年1月1日）。